# Provincia de Isla de Pascua
La provincia de Isla de Pascua, ocasionalmente referida como Rapa Nui, es una división administrativa de Chile que se ubica en el sector insular de la Región de Valparaíso, tiene una superficie de 163,6 km² y una población de 7750 habitantes. Su capital es Hanga Roa. Aparte de la isla de Pascua, la provincia incluye la pequeña y deshabitada isla Salas y Gómez, ubicada cientos de kilómetros más al este. 
Es la única provincia chilena emplazada en Oceanía y que goza del estatus de «régimen especial», con atribuciones similares a la de un gobierno regional. Fue creada en 1976 con Arnt Arentsen Pettersen designado como primer gobernador entre 1976 y 1979. Entre 1984 y 1990 destaca la gestión del gobernador Sergio Rapu Haoa y desde entonces todos los gobernadores han sido rapanui.

## Economía
En 2018, la cantidad de empresas registradas en la provincia de isla de Pascua fue de 204. El Índice de Complejidad Económica (ECI) en el mismo año fue de -1,68, mientras que las actividades económicas con mayor índice de Ventaja Comparativa Revelada (RCA) fueron Otros Tipos de Intermediación Monetaria (115,42), Distribuidoras Cinematográficas (97,67) y Venta al por Menor de Flores, Plantas, Árboles, Semillas y Abonos (19,35).

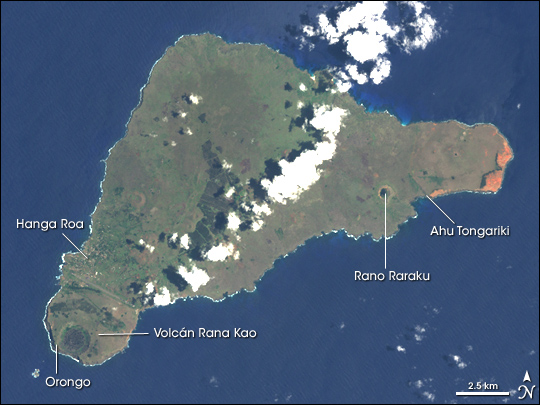
Vista aérea de la isla de Pascua
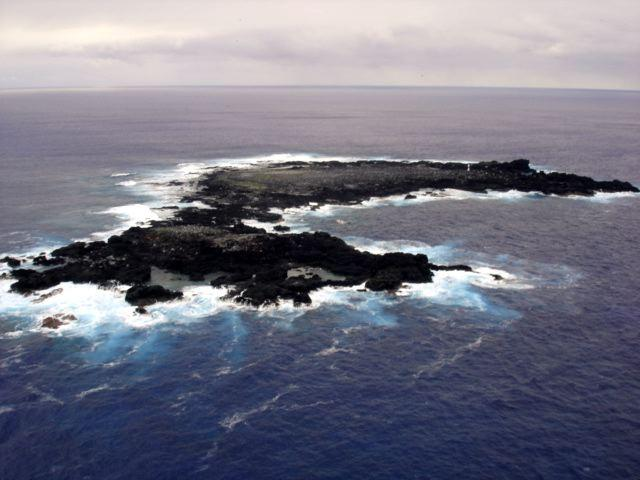
La isla Salas y Gómez está deshabitada.

## Comunas
La provincia está constituida por una comuna: Isla de Pascua.

## Autoridades
Las autoridades son nombradas directamente por el Presidente de la República y se mantienen en su cargo mientras cuenten con su confianza.

### Gobernador provincial (1976-2021)

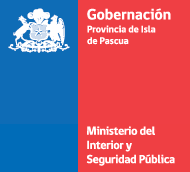
Logotipo de la Gobernación de la Provincia de Isla de Pascua hasta 2021.

Los siguientes fueron los gobernadores provinciales de Isla de Pascua.
| Gobernador(a)             | Partido             | Partido | Inicio                  | Final                   | Presidente(a)           | Presidente(a)     |
| ------------------------- | ------------------- | ------- | ----------------------- | ----------------------- | ----------------------- | ----------------- |
| Arnt Arentsen Pettersen   |                     | Ind.    | 1 de enero de 1976      | 16 de febrero de 1979   |                         | Augusto Pinochet  |
| Ariel González Cornejo    |                     | Ind.    | 16 de febrero de 1979   | 27 de enero de 1984     |                         | Augusto Pinochet  |
| Sergio Alejo Rapu Haoa    |                     | Ind.    | 27 de enero de 1984     | 11 de marzo de 1990     |                         | Augusto Pinochet  |
| Jacobo Hey Paoa           |                     | Ind.    | 11 de marzo de 1990     | 11 de marzo de 1994     |                         | Patricio Aylwin   |
| Jacobo Hey Paoa           | 11 de marzo de 1994 | Ind.    | 11 de marzo de 2000     |                         | Eduardo Frei Ruíz-Tagle |                   |
| Jacobo Hey Paoa           |                     | PDC     | 11 de marzo de 2000     | 1 de septiembre de 2000 |                         | Ricardo Lagos     |
| Enrique Pakarati Ika      |                     | PDC     | 1 de septiembre de 2000 | 11 de marzo de 2006     |                         | Ricardo Lagos     |
| Melania Hotu Hey          |                     | PDC     | 11 de marzo de 2006     | 11 de marzo de 2010     |                         | Michelle Bachelet |
| Pedro Edmunds Paoa        |                     | PDC     | 17 de marzo de 2010     | 9 de agosto de 2010     |                         | Sebastián Piñera  |
| Carmen Cardinali Paoa     |                     | Ind.    | 6 de septiembre de 2010 | 11 de marzo de 2014     |                         | Sebastián Piñera  |
| Marta Hotus Tuki          |                     | PDC     | 11 de marzo de 2014     | 8 de septiembre de 2015 |                         | Michelle Bachelet |
| Melania Hotu Hey          |                     | PDC     | 9 de septiembre de 2015 | 11 de marzo de 2018     |                         | Michelle Bachelet |
| Laura Tarita Alarcón Rapu |                     | Ind.    | 11 de marzo de 2018     | 22 de marzo de 2021     |                         | Sebastián Piñera  |
| René de la Puente Hey     |                     | Ind.    | 29 de abril de 2021     | 14 de julio de 2021     |                         | Sebastián Piñera  |

### Delegado presidencial provincial (Desde 2021)

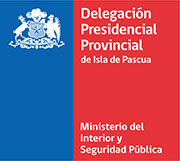
Logotipo de la Delegación Presidencial Provincial de Isla de Pascua desde 2021.

Nuevo cargo que reemplaza la figura de gobernador provincial.
| Delegado(a)           | Partido | Partido | Inicio                  | Final                  | Presidente(a) | Presidente(a)    |
| --------------------- | ------- | ------- | ----------------------- | ---------------------- | ------------- | ---------------- |
| René de la Puente Hey |         | Ind.    | 14 de julio de 2021     | 1 de noviembre de 2021 |               | Sebastián Piñera |
| Mai Teao Osorio       |         | Ind.    | 22 de noviembre de 2021 | 11 de marzo de 2022    |               | Sebastián Piñera |
| Juliette Hotus Paoa   |         | Ind.    | 11 de marzo de 2022     | 2 de diciembre de 2023 |               | Gabriel Boric    |
| Sergio Tepano Cuevas  |         | Ind.    | 2 de diciembre de 2023  | En el cargo            |               | Gabriel Boric    |